# Лефевр, Александр
Александр Лефевр (Alexandre Lefèvre, 1798—1867) — французский энтомолог.

## Биография
Изучал биологию и систематику насекомых почти всех отрядов, для чего предпринимал путешествия по Европе и Африке, собирая богатые коллекции. Лефевр один из первых начал применять признаки жилкования для классификации разных отрядов, которые до него применялись лишь для перепончатокрылых. Лефевр напечатал большое число работ по систематике и биологии жесткокрылых, чешуекрылых, прямокрылых и сетчатокрылых насекомых, напечатанных главным образом в «Annales de la Soci été Entomologique de France».
Виды Lepidoptera, названные в честь учёного: Allancastria cerisyi (Godart, 1819) и Smerinthus cerisyi (Kirby,1837).